# 強壯恐蛇鰻
強壯恐蛇鰻為輻鰭魚綱鰻鱺目糯鰻亞目蛇鰻科的其中一種，分布於中東太平洋的巴拿馬海域，棲息深度5-10公尺，體長可達104公分，棲息在沿海及河口區，屬肉食性，會將身體埋在泥沙中，以甲殼類、魚類等為食。